# Больница Красного креста в Днепре
Больница Красного креста в Днепре — разрушеное многопрофильное медицинское учреждение, построенное частично за счет организации Красного креста, исторически перспективный медицинский исследовательский центр .

## История создания, развития и начала стагнации больничного комплекса

#### Предпосылки создания и начало истории больницы
Количественное отношение между врачами и горожанами и крестьянами Екатеринославщины было катастрофическим. Для города на одного врача приходились 8867 человек, а для уездов это значение было 12679 на одного врача. При этом эти показатели по сравнению с другими губерниями были низкими. Вместе с тем следует обратить внимание и на такой фактор, как количество больничных коек в городах. Последний показатель достаточно наглядно характеризовал состояние медицинского обслуживания городского населения. Так, если в 1880 г., по подсчетам автора проведенными на основании обзоров Екатеринославской губернии и справочных изданий («Города России в 1904 году» и «Города России в 1910 году»), на одну кровать приходилось 210 горожан, то впоследствии эта цифра менялась следующим образом: в 1887 г. — 172 человека; в 1897 г. — 186 oсо6; 1905 г. — 209 oсоб; 1910 p. — 458 человека; в 1914 г. — 464 человека. Приведенные цифры не дают возможности говорить о стабильно удовлетворительном состоянии организации больничного дела в губернии. Также вспомним, что средняя стоимость годового содержания больничной койки определялась в то время в сумме от 90 до 350 руб.. Характерным показателем предоставления населению Екатеринославской губернии медицинских услуг было постепенное расширение в городах региона сети аптечных учреждений и отделений. Так, в 1880 г. на 1 аптеку приходилось 6676 городских жителей, в 1890 г. — уже соответственно 7803 человека, в 1900 г. — 6926 человек, 1910 г. — 3654 человека, 1914 г. — 3469 человек.
И первыми действовать против этой тенденции начинает именно общество Красного креста, местное управление общества которого в 1908 году возглавил Николай Урусов, и которое по сути в Екатеринославе зарождалось именно при его содействии и инициативе. В общем, нужно понимать, что среди организаций Российской империи всегда выделялось Российское общество Красного креста, которое постоянно находилось в процессе собственного динамичного развития. Росту его структуры способствовало мощное финансирование как со стороны частного сектора экономики, так и государства. Не менее важными факторами были войны и пребывание общества под покровительством Императорского дома. К одним из региональных представительств этой организации относилось и Екатеринославское отделение Красного креста, которое до сих пор привлекает пристальное внимание многих историковедов. Уже 25 сентября 1908 года кн. Урусов делает представление на имя председателя губернской земской управы, в котором сообщает, что на своем заседании от 24-го сентября управление Красного креста постановило начать строительство в г. Екатеринославе детской больницы Красного креста и просит его выступить перед губернским земским собранием с ходатайством о назначении управлению материальной помощи на реализацию этого проекта. Бесспорно, это была меткая идея, поскольку, несмотря на масштабы тогдашнего города и губернии, а также динамику их развития, они не имели ему альтернативы. Основой земской медицины тогда была губернская земская больница. В этом представлении есть и общая характеристика указанного проекта. Планировалось построение больницы по внутренним болезням с заразным и хирургическим отделениями. Отдельно выделялось и дальнейшее будущее заведения: «с тем, что бы в будущем устроить при ней Фребелевский институт и приют для детей, одержимых не неизлечимыми болезнями».

#### Следующее развитие больницы, лучшие годы
Во время Первой мировой войны больницу Красного креста перепрофилировали в главный военный госпиталь, рассчитанный на 200 коек. С началом войны Н. П. Урусов был назначен заместителем главноуполномоченного Красного креста юго-западного фронта, а с вступлением Румынии в войну он становится главноуполномоченным Красного креста Южного района, сферой его деятельности был определен румынский фронт и район Черного моря. Одним из выдающихся моментов, связанным с Урусовым и больницей Красного креста была история о том, как в Екатеринославе было мобилизовано 12 000 меннонитов, которые не могли брать оружие по религиозным убеждениям. Урусов же вызвался им помочь и вытащил 2000 из них, задействовав их в деятельности госпиталя. Отзыв о лазарете Красного креста, созданного меннонитами, сохранил в своих воспоминаниях воин Первой Сербской добровольческой дивизии русской армии, Александр Рудольфович Трушнович: «В Екатеринославе, в лазарете Красного креста, созданном немцами-меннонитами, нам было несказанно хорошо… Осенними днями 1916 года, когда бойцы залечивали раны в теплых палатах, а за окнами шел снег, сестры проходили мимо нас в белых платках, суровые, как монахини, но душевные, преданные своему делу. Сколько их погибло на фронте, в эпидемиях! Вспомнит ли когда-нибудь россия об их подвигах?» Не вспомнит. Другим екатеринославцем, который был назначен уполномоченным Красного
креста по Екатеринославской губернии (за исключением г. Екатеринослава и уездов: Бахмутского, Мариупольского и Славяносербского), был Г. Г. Харченко. Заместителем Урусова тоже был екатеринославец — камергер К. И. Карпов. В январе 1915 года госпиталь на базе больницы Красного Креста посетил император Николай ІІ, который прибыл в Екатеринослав, чтобы выяснить, могут ли местные металлургические заводы помочь фронту. Персонал госпиталя самоотверженно помогал больным и раненым, поступавшим с фронта. Многие врачи тогда продемонстрировали образцы самопожертвования обнаружили старший врач Анатолий Евгеньевич Вартминский, который побывал на фронте первой мировой войны, спасая по разным данным от 127 до 579 раненых. Первый старший врач больницы Николай Петрович Моцаков Моцаков не был на фронте, впрочем также проявил в те годы героичность: он оставался до конца со своими маленькими пациентами, спасая их от дифтерии. Заразившись этим инфекционным заболеванием, умер, как солдат на боевом посту.
С изменениями в феврале 1917 г., государственного руководства в империи, эти изменения коснулись и Красного креста. В марте 1917 г. М. П. Урусов был отстранен от исполнения обязанностей главноуполномоченного Красного креста, а уже в первой декаде апреля главное управление Красного креста начало работу в обновленном составе. Главноуполномоченным при армиях южного фронта стал екатеринославец В. Е. Бродский, а его временным заместителем еще один выходец из Екатеринослава — врач А. Е. Вартминский. Последнее известное заседание местного отделения Красного креста под предводительством М. П. Урусова состоялось в начале июня 1917 года. На нем был рассмотрен денежный отчет по деятельности отделения, который был признан удовлетворительным. Врач Вартминский выступил с отчетом по деятельности больницы Красного креста и местной общины с 19 июня 1914 г. по 1 января 1917 г. На его основе была вынесена благодарность персоналу общины, больницы и аптеки. Отдельно была рассмотрена работа аптеки отделения по которой докладывал ее управляющий — Д. Ю. Юрасов. Он отметил, что за последний год аптека принесла 20 000 руб. чистой прибыли, а население получило 24 000 руб. в виде 25-процентной скидки. Далее по повестке дня были заслушаны отчеты по строительной деятельности отделения, дамского комитета и собственного состава. А в конце был избран новый состав правления местного отделения. М. П. Урусов единодушно был переизбран на должность председателя правления, а его жена — попечительницы общины сестер милосердия. Но через несколько месяцев Н. П. Урусов был вынужден спасаться бегством в Кисловодск от своего второго ареста. За собственную деятельность на ниве Красного креста, Н. П. Урусов в июне 1916 г.. был награжден Великой Княжной Татьяной Николаевной жетоном 1-й степени. Особо отмечались его заслуги и при посещении лазаретов в Екатеринославе царем Николаем ІІ, которое состоялось 30 января 1915 г. В последующие годы оба «детища» Урусова изменили не только статус, но и облик. В 1918 году госпиталь закрыли, но больница Красного креста работала до начала 20-х — пока не была реорганизована в больницу Рабмеда номер l. В 1919 году лечебное учреждение переведено на государственное обеспечение. Тремя годами ранее больница становится базой мединститута, а затем научно-исследовательским медицинским центром. Ведется строительство нового корпуса, увеличивается количество коек.

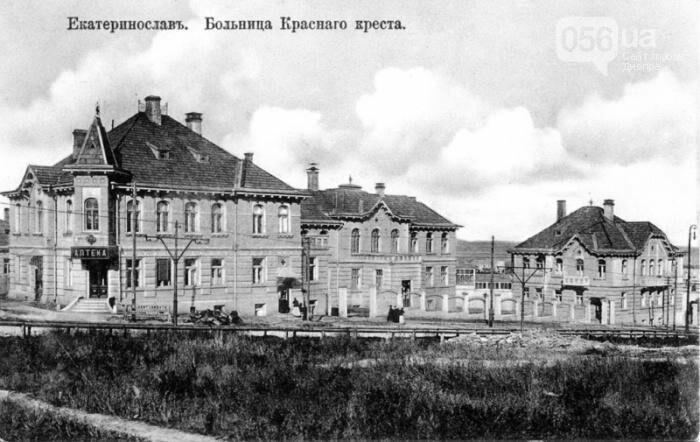
Больница Красного креста 1916 год

В 1925 году здесь был открыт Дом для слепых, где оказывалась медицинская и социальная помощь людям со слепотой и значительными нарушениями зрения.
В 1932 году незавершенная церковь при больнице была переоборудована под учебное заведение, а именно сварочный техникум. В 1936 году на базе больницы создается областной институт неотложной хирургии. B 1934—1936 годы к главному корпусу, выходящему на ул. Короленко, пристроили еще один этаж.
В период нацистской оккупации больница выполняла функции немецкого госпиталя. Впрочем из ее врачей, которые не были эвакуированы, была самоорганизована целая подпольная партизанская сеть. Таким образом, многие врачи и врачебный персонал героически продемонстрировали себя, иногда жертвуя собой ради помощи.

#### Инновационный отдел переливания крови
Факты свидетельствуют, что в 1-й городской клинической больнице имени Ильича (такое название лечебное учреждение носило в 20-е годы) взялись за освоение метода переливания крови в 1924 году, тогда как в последующее у другого больничного учреждения успешно получилось воспроизвести данную манипуляцию лишь в 1926-м. Первая мировая война. Переформатирование в госпиталь. Еще долгие годы спустя больница Красного креста отличалась высоким уровнем переливаний крови во всем городе, предоставляя еще в 60-е доступ не только к столь необходимой крови, но и к ее компонентам: эритроцитарной массе и нотивной плазме. С 1947 года станция переливания крови переведена на территорию областной клинической больницы им. Мечникова, где занимала два небольших флигеля, приспособленные для заготовки крови. Мечникова, где занимала два небольших флигеля, приспособленные для заготовки крови. В 1932 году на базе этого отделения был основан филиал Украинского института неотложной хирургии и переливания крови (научный руководитель проф. Гальперин Я. А.), который положил начало организации донорства и внедрил переливание крови в практику и других лечебных учреждений города. Данным отделением 15 февраля 1936 года в Днепропетровске впервые была заготовлена консервированная кровь. По области в этом году было осуществлено 330 гемотрансфузий. В начале Второй Мировой Войны филиал института переливания крови был эвакуирован в Таджикистан, где продолжил активное сотрудничество в составе Таджикской станции переливания крови до марта 1944 года. 

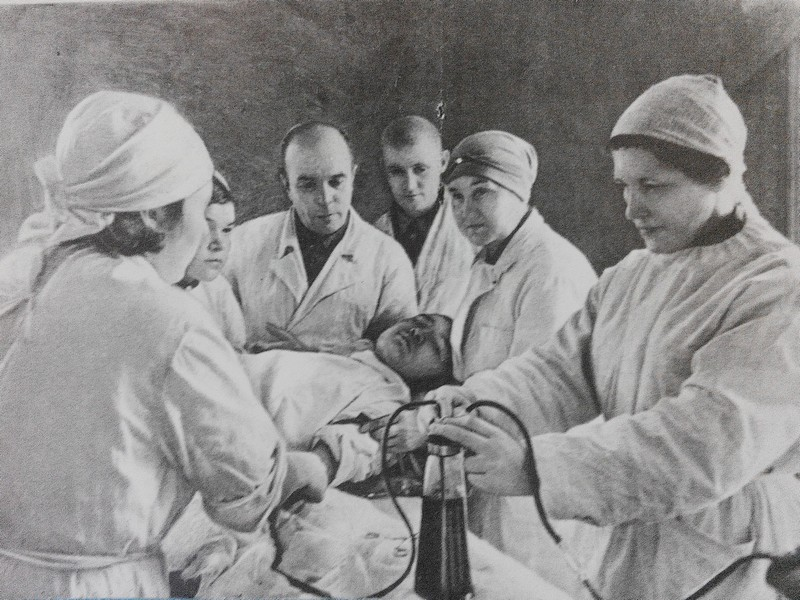
Эвакуационная бригада больницы Красного креста переливания крови во фронтовом госпитале времен Второй мировой войны

16 марта 1944 года станция была переименована в девятую передвижную станцию переливания крови, директором которой был профессор Баринштейн Л. А. Согласно приказу Наркомздрава СССР девятая передвижная станция переливания крови была направлена в город Днепропетровск, где она начала работать на базе рассматриваемой больницы с 19 апреля 1944 года. С 1944 года до капитуляции Третьего Рейха девятая передвижная станция переливания крови обеспечивала кровью Украинский фронт и лечебные учреждения Днепропетровска. Принимались доноры всех групп. Интервал между сдачей крови был 2 месяца. Работа на станции велась в 2-3 смены с 9:00 утра до 21:00. Донорам давали талоны на питание (жиры, сахар, крупы). Экспедиция выдавала кровь в лечебные учреждения и готовила кровь для фронтовых госпиталей. Холодильников не было. Были деревянные с двойными стенками ящики, куда клали лед из Днепра, а летом из ледника, а во внутреннюю полость ставили флаконы с кровью. Температуру хранения крови регулировать было очень сложно. С 1947 года станция переливания крови переведена на территорию областной клинической больницы им. Мечникова, где занимала два небольших флигеля, приспособленных для заготовки крови.

## Постепенная стагнация
В начале 1950-го года крестообразное строение, которое изначально планировалось как церковь при больнице, было занято училищем культуры. В 1960-е годы сварочный техникум, который уже успел за это время обзавестись именем Е. О. Патона переезжает на улицу К. Цеткин, 2а. В послевоенные годы часть первого этажа одного из здания больницы занимал онкологический (лучевой) диспансер, где размещалось две палаты: мужская и женская по 25 коек каждая. До того это отделение базировалось в Земской больнице (больнице им. Мечникова). С 1 мая 1950 г. Главным врачом стала Стравец Мария Ароновна, которая организовала внутриполостное лучевое лечение радий-мезоторием. Первым радиологом была врач Туровская М. А., которая впоследствии погибла от острого лейкоза, потому что прятала контейнер с радием во время транспортировки в обычном вагоне поезда под подушкой, чтобы его случайно не украли, потому что оболочка состояла из золота, платины, нержавеющей стали. Защитные устройства, дозиметрия придут в диспансер только в середине 50-х годов. В отчете за 1950 год отмечалось, что «онкологическая сеть Днепропетровской области состоит из онкодиспансера на 50 коек, 15 штатных и 10 сверхштатных онкопунктов, онкологических отделений при крупных больницах г. Днепропетровска и районных центрах области. Днепропетровска и районных центрах общим числом 240 коек»; «ввиду того, что в онкодиспансере есть только одна перевязочная-манипуляционная, вынуждены ограничиться лишь малой хирургией (удаление кожных новообразований, пункции, биопсии, импрегнация жидкостью Гордеева и т. п.)». После войны переформатированная больница отличалась лишь некоторыми своими отделениями, которые могли выполнять небольшое количество высокоспециализированных манипуляций и оперативных вмешательств. Вот как, например отделение сосудистой хирургии, которое за период с 1976 по 1986 год пролечило 12 тысяч больных, более 7 тысяч 300 человек прооперировано, более 60 тысяч пациентов получили консультативную помощь. Учитывая тогдашние показатели других больниц за такой же период, это было довольно мало. Впрочем, то же самое сосудистое отделение больницы Красного креста первым в городе вводило новейшие методики и даже проводило клинические исследования некоторых методик и средств. Учитывая также и научный потенциал самих сотрудников больницы, можно отметить, что только за 1976—1986-е годы персонал больницы самостоятельно разработал 28 успешных способов диагностики и лечения больных.

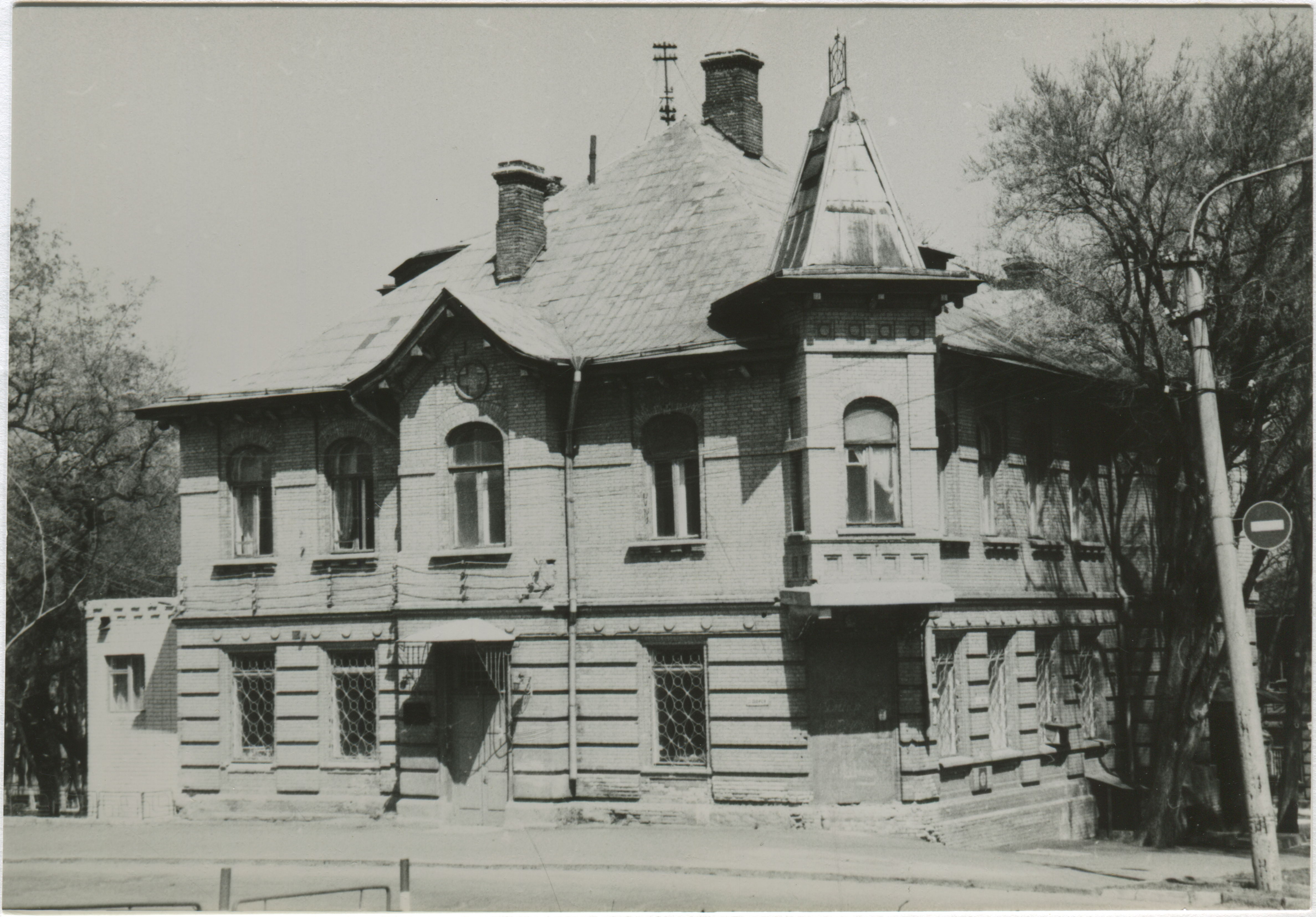
Больница в 1967 году

Из примеров можно привести сконструированный в 1986 году прибор кандидатом медицинских наук Ф. М. Зусмановичем, который позволял определенным образом вводить кислород не- непосредственно в кровь, что на тот момент было крайне прогрессивно, позволяя формировать новые подходы к лечению болезней. Благодаря именно этому прибору врачи разработали новый способ, который дает хороший эффект при лечении заболеваний сосудов. Вводились совершенно новые лечебные дисциплины. Например, до создания сосудистого центра, о котором было написано выше, никто из хирургов не решался делать пластические операции на артериях и глубоких венах. Они требовали специальных знаний, применения новой аппаратуры и большого искусства врача. После изучения этих болезней в течение нескольких лет хирурги Днепропетровска освоили сложные пластические операции и к тому времени (1986) сделали их более двадцати. К тому же, велась активная методическая работа по обмену накопленными знаниями с коллегами из других больниц и городов. В середине 90-х больничные здания начали проседать из-за природы почв и проложенных возле трамвайных путей: главный корпус буквально трещал по швам. Его признали аварийным, что повлияло на судьбу всего комплекса, который с 1996 года имел официальный статус памятника архитектуры местного значения.

## Окончательное разрушение больницы
В 2008 году поднимался вопрос о полной реконструкции здания больницы Красного креста властными структурами, впрочем никаких существенных действий сделано не было. После того, уже 19 февраля 2019 года, активные граждане Днепра во главе с Тимощенко Нонной Анатольевной, видя по решению Окружного судьи, что скорее всего произойдет с больницей, пытались остановить процесс терминации, протолкнув на рассмотрение в городской и облсовет идею о реставрации некоторых зданий больничного комплекса для дальнейшей реорганизации в музей госпиталей и военной медицины Днепропетровщины, объясняя важность такого решения с прифронтовым статусом Днепра, который на тот момент уже несколько лет принимал в стенах своих больниц раненых бойцов; а также, не стоит забывать, и до того имел большую военно-медицинскую историю. Для этого была запущена петиция, которая, впрочем, несмотря на общественный резонанс, не смогла набрать необходимых 3000 подписей для рассмотрения.
В 2012 году на втором этаже углового здания больницы произошел пожар, что привело к разрушению почти всех перекрытий, и соответственно, оставило здание без крыши. К моменту окончательного разрушения вследствие сноса, от данного здания остался только самый фасад. Данный корпус обнесли забором 4-го и начали сносить 6-го марта 2019 года.
В марте 2017 года земельный участок с полным комплексом больницы приобрело Общество с ограниченной ответственностью «Строительно-монтажное общество Днепр». Поскольку это исторический ареал, в решении о передаче были прописаны ограничения. Проект землеотвода был согласован с Управлением культуры, национальностей и религии Днепропетровской областной государственной администрации. С этого момента и начинается сомнительная история начала строительства ЖК «Женева». Заказчик строительства должен был согласовать технико-экономические показатели объекта строительства с учетом требований действующего законодательства Украины в сфере охраны культурного наследия. То есть, согласовать его с Минкультом. Но этого сделано не было. Зато юридическим лицом-владельцем данного земельного участка был подан иск в Днепропетровский окружной суд, при этом ответчиком стала облгосадминистрация. Согласно решению судьи Днепропетровского окружного суда Романа Глобутовского от 6 ноября 2017 года, иск был одобрен из-за того, что «здание не соответствует критериям памятников» и соответственно был подан иск уже в городской совет. Депутаты городского совета 21 февраля 2019 года дали окончательное разрешение на освобождение от звания исторического ареала земли по адресу Короленко, 22, сняв все ограничения с застройщика. Согласно другому решению этого суда от 17 декабря 2018 года, «Строительно-монтажное общество Днепр» подало иск к Архитектурно-планировочному управлению Днепра по отводу земельного участка по улице Короленко, 22 для "строительства многоквартирного жилого дома, после чего участок вместе с больницей был окончательно передан в личную собственность ООО «БМТ Днепр» без каких-либо обязанностей, связанных с исторической ценностью зданий, расположенных на участке, для покупки. Таким образом, владелец земельного участка окончательно утвердил свое право на разрушение легендарной днепровской больницы, а после на построение на ее месте многоквартирного жилого дома. С 2013 по 2016 год обрушивалась центральная часть бывшего главного корпуса.
1 мая 2019 года снесли угловое здание «Больницы Красного креста», которое было расположено на улице Короленко, 22. В конце осени снесли и больничный храм. Последние остатки всего комплекса больничных зданий были снесены 30 марта 2020 года. Изначально новый жилой комплекс, рассчитанный на 0,9 га и 309 квартир, на месте больницы планировали сдать в эксплуатацию в третьем квартале 2020-го года, но несмотря даже на то, что работы на объекте не утихали, даже во время тотального локдауна; затем примерный год сдачи в эксплуатацию перенесли на 2021 год. На 2018 год, в конце своего существования, больничный комплекс насчитывал четыре двенадцатиэтажных здания; 9,7 тыс. квадратных метров территории.